# Josef Zürndorfer
Josef Zürndorfer (* 29. Mai 1888 in Rexingen; † 19. September 1915 in Berlin) war ein deutscher Jagdflieger im Ersten Weltkrieg.

## Leben
Er war das achte und jüngste Kind des Textilhändlers Max W. Zürndorfer aus Rexingen und der Ida geb. Hilb aus Haigerloch und wuchs im schwäbischen Rexingen in der dortigen jüdischen Gemeinde auf. Er nahm am Ersten Weltkrieg als Mitglied der Fliegertruppe innerhalb der Luftstreitkräfte des Deutschen Kaiserreiches teil.
Zürndorfer erhielt im September 1914 „wegen besonderer Tapferkeit vor dem Feind“ das Eiserne Kreuz II. Klasse. Zehn Tage vor der Verleihung war er zum Leutnant der Reserve im Infanterie-Regiment Nr. 154 befördert worden. Seine Maschine stürzte bei einem Übungsflug in Berlin-Johannisthal in der Nähe des damaligen Motorflugplatzes Johannisthal-Adlershof ohne Feindeinwirkung ab.
In seinem Testament äußerte Zürndorfer:
„Ich bin als Deutscher ins Feld gezogen, mein Vaterland zu schützen. Aber auch als Jude, um die volle Gleichberechtigung meiner Glaubensbrüder zu erstreiten.“

## Bestattung

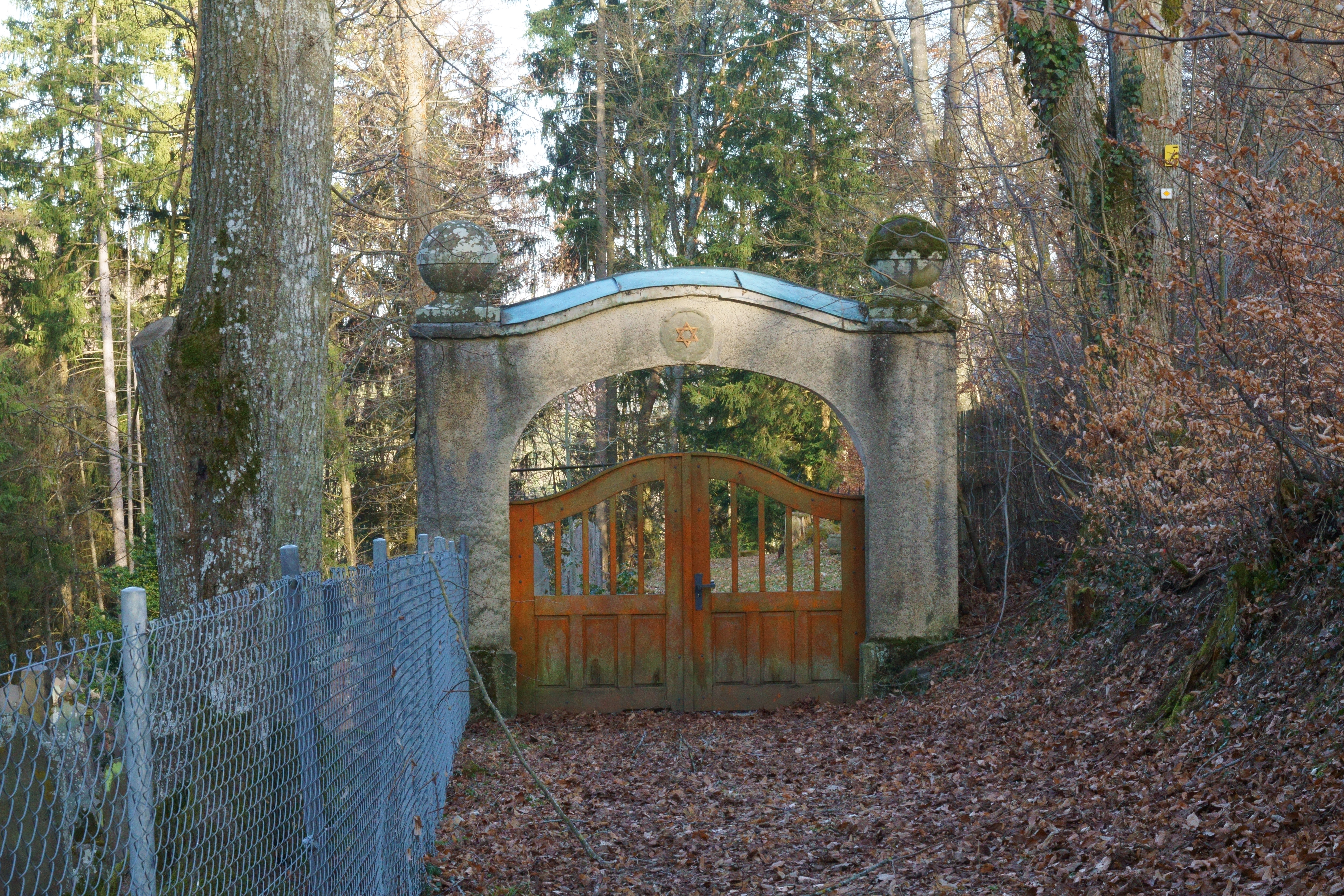
Eingang des Jüdischen Friedhofs in Rexingen (2019)

Weitere 14 jüdischen Soldaten aus Rexingen fielen im Ersten Weltkrieg. Ihre Namen finden sich auf einem Kriegerdenkmal im Ratssaal des dortigen Rathauses. Zürndorfer wurde in der ersten Reihe des Jüdischen Friedhofs Rexingen beigesetzt. Später errichtete seine Familie neben dem Kriegerdenkmal ein Ehrengrab, das mit einem von dem Düsseldorfer Bildhauer Leopold Fleischhacker geschaffenen Reliefporträt Zürndorfers geschmückt ist.